# Dog Man
Dog Man (titulada en Hispanoamérica como Las aventuras de Dog Man y en España como Policán) es una película de comedia de acción animada estadounidense de 2025 basada en la serie de novela gráfica infantiles del mismo nombre de Dav Pilkey. Producida por DreamWorks Animation y distribuida por Universal Pictures, es un spin-off y una historia dentro de una historia de Captain Underpants: The First Epic Movie (2017) y la segunda película de la franquicia Capitán Calzoncillos. La película fue escrita y dirigida por Peter Hastings, y cuenta con las voces de Pete Davidson, Lil Rel Howery, Isla Fisher, Poppy Liu, Stephen Root, Billy Boyd y Ricky Gervais, con Hastings proporcionando efectos vocales para el personaje principal. La película adapta libremente el primero, el segundo, el tercero y el séptimo libro de Dog Man. 
DreamWorks Animation anunció una adaptación cinematográfica de Dog Man en diciembre de 2020, que Hastings dirigirá después de su experiencia con las obras de Pilkey en The Epic Tales of Captain Underpants (2018-20). Karen Foster se unió como productora en enero de 2024 y el elenco se anunció en septiembre.
Dog Man se estrenó en la edición 2025 del Festival de l'Alpe d'Huez en Alpe d'Huez, Francia, el 15 de enero de 2025, y se estrenó en cines en los Estados Unidos el 31 de enero. La película recibió críticas positivas de los críticos y recaudó 145,5 millones de dólares en todo el mundo.

## Argumento
Un gato naranja malvado llamado Petey ("Pedro" en Hispanoamérica; "Perico" en España) aterroriza constantemente la ciudad de Ohkay, y uno de sus planes implica colocar una bomba para destruir un almacén abandonado. El famoso oficial de policía Knight y su perro Greg llegan para desactivar la bomba, pero esta explota, hiriendo gravemente la cabeza de Knight y el cuerpo de Greg. Dos cirujanos salvan a Knight y Greg cosiendo la cabeza de Greg al cuerpo de Knight, creando al híbrido perro-humano Dog Man ("Policán" en España). Dog Man rápidamente se vuelve querido por sus repetidos arrestos de Petey, lo que crea una acalorada rivalidad entre los dos, pero se vuelve solitario y deprimido debido a la pérdida de su dueño, novia y casa. Toma una pelota de tenis con la que solía jugar y la muda a una caseta para perros en las afueras de la ciudad.
Después de despedir a su asistente, Petey decide clonarse para crear un asistente igual a él. Como Petey leyó mal las instrucciones, se crea una copia de él como un niño inocente sin interés en hacer el mal, a quien llama Li'l Petey ("Pedrito" en Hispanoamérica; "Periquín" en España). Petey roba el cadáver de un malvado pez telequinético llamado Flippy y planea usar Living Spray para resucitarlo y derrotar a Dog Man, pero Li'l Petey interfiere. Petey decide abandonarlo en una caja de cartón en medio de la ciudad, donde dog man lo encuentra y decide adoptarlo.
En su guarida, Petey descubre un libro ilustrado dibujado por Li'l Petey que los representa a ambos como una familia. Sintiéndose culpable, Petey usa su robot con forma de orbe, llamado 80-HD, para secuestrarlo. Petey le revela a su clon que su padre abusivo lo abandonó cuando era niño. En un intento de animarlo, Li'l Petey usa 80-HD para llevar al padre de Petey, llamado Grampa por Li'l Petey, a su guarida. El abuelo inmediatamente comienza a reprender a Petey, revelando que no ha cambiado a pesar de las esperanzas de Li'l Petey.
Flippy resucita en la fábrica Living Spray después de ser maltratado por los empleados de la fábrica, lo que también hace que la fábrica cobre vida. Después de haber sido reprogramado por Petey para destruir a todos los bienhechores, ataca a Dog Man y sus amigos, quienes luchan contra una horda de edificios afectados por el Living Spray. Petey decide a regañadientes formar equipo con Dog Man, intercambiando a Li'l Petey dentro de 80-HD con él mismo. Flippy decide arrojarlo a un volcán, pero Li'l Petey llega y le muestra un cómic que los representa como amigos, lo que le hace abandonar su maldad. Dog Man sacrifica su vieja pelota de tenis para salvar a Petey de caer en la lava.
Mientras Flippy es arrestado, Petey es perdonado por haber hecho el bien por sus acciones. Negándose a ser considerado un bienhechor, él y Li'l Petey regresan a su guarida para descubrir que el abuelo se llevó todo excepto los libros de Li'l Petey. Petey finalmente comprende que su papá nunca cambiará, pero que él puede ser una mejor figura paterna para Li'l Petey donde decide compartir la custodia de su hijo con Dog Man y todos son felices finalmente.

## Reparto de voces
- Peter Hastings como la voz de Dog Man, un híbrido entre un perro y un oficial de policía que fue creado como resultado de una operación médica que fusionó al oficial Knight herido con su mascota, Greg. Siguiendo la línea del material original, Dog Man no habla, aunque Hastings todavía proporciona sus ladridos y expresiones. 
  - Hastings también presta su voz al oficial Knight, un oficial de policía cuyo cuerpo desde el cuello hacia abajo se utiliza para crear a Dog Man, y también proporciona los efectos vocales de Greg, el perro de Knight cuya cabeza se utiliza para crear a Dog Man.
- Pete Davidson como Petey, un gato naranja ingenioso y arrogante que es el archienemigo de Dog Man y el autoproclamado "el gato más malvado del mundo". Sin embargo, su actitud empieza a cambiar con la llegada de Li'l Petey.[3][4]
- Lucas Hopkins Calderon como Li'l Petey, el hijo clon de Petey de buen corazón, y el mejor amigo y compañero de Dog Man.
- Lil Rel Howery como Jefe, el irascible jefe de policía de la estación en la que trabaja Dog Man.
- Isla Fisher como Sarah Hatoff, una reportera de noticias.
- Billy Boyd como Seamus, el camarógrafo de Sarah.
- Ricky Gervais como Flippy el Pez, un pez con telequinesis.
- Stephen Root como el abuelo, el padre de Petey.
- Poppy Liu como Butler, ex asistente de Petey.
- Cheri Oteri como la alcaldesa de la ciudad de Ohkay, quien frecuentemente critica el trabajo policial del Jefe y del Hombre Perro.
- Melissa Villaseñor como la agente inmobiliaria que vende la casa del oficial Knight. En la versión británica, el papel fue doblado por Louise Redknapp.

Jorge Betanzos y Berto Henares, los creadores dentro del universo de Dog Man y El Capitán Calzoncillos, hacen una breve aparición. Jorge aparece en un papel silencioso, mientras que Kelly Stables presta su voz a Berto, quien previamente fue interpretado por Thomas Middleditch en Las Aventuras del Capitán Calzoncillos (pelicula).

## Producción
El 9 de diciembre de 2020, DreamWorks Animation anunció que se estaba desarrollando una película basada en la serie de novelas gráficas derivadas del Capitán Calzoncillos, Dog Man, con Peter Hastings como director después de su experiencia con las obras de Dav Pilkey de The Epic Tales of Captain Underpants (2018-20)  El 29 de enero de 2024, tras el anuncio de la fecha de estreno, DreamWorks anunció que Karen Foster actuaría como productora.  El 17 de septiembre de 2024, con el lanzamiento del primer tráiler, se reveló que Pete Davidson, Lil Rel Howery, Isla Fisher, Poppy Liu, Stephen Root, Billy Boyd y Ricky Gervais serían parte del elenco de voces de la película.
El 6 de octubre de 2023, se confirmó que la película se estrenaría en 2025, mientras que también se confirmó que Dog Man y Gabby's Dollhouse: The Movie estarían animadas íntegramente en estudios asociados (excluyendo a Sony Pictures Imageworks, que fue nombrado como socio de animación para The Bad Guys 2). A diferencia de Captain Underpants: The First Epic Movie (2017), que fue animada por Mikros Image y Technicolor Animation Productions, la animación de la película está a cargo de Jellyfish Pictures, quien anteriormente hizo la animación de Cómo entrenar a tu dragón: Homecoming (2019) y Spirit Untamed (2021) de DreamWorks, junto con la animación personalizada de marketing para Trolls World Tour (2020) y proporcionó activos de producción adicionales para The Boss Baby: Family Business (2021), The Bad Guys (2022) y Kung Fu Panda 4 (2024). Nate Wragg fue el diseñador de producción. La banda sonora de la película fue compuesta por Tom Howe.

## Marketing
En mayo de 2024, Jakks Pacific y su división de disfraces Disguise se asociaron con Dav Pilkey para fabricar productos basados en la película Dog Man junto con la serie de cómics. El 10 de diciembre de 2024 se publicó un libro con el arte de la película, publicado por Abrams Books.  La campaña de marketing de Universal para la película comenzó en septiembre de 2024 con un tráiler en YouTube que acumuló 102 millones de visitas. Los avances teatrales se combinaron con proyecciones de Transformers One, The Wild Robot, Moana 2 y Sonic the Hedgehog 3 . Los anuncios televisivos estaban dirigidos a las familias durante las fiestas (Acción de Gracias y Navidad), durante las transmisiones de la Exposición Canina Nacional, los especiales de las fiestas, la programación de New Year's Eve, los estrenos y finales de programas y los principales eventos deportivos. El impulso se extendió a los dispositivos de Amazon, Hulu, Peacock y Hallmark. El 20 de enero, Dog Man se integró al Campeonato de repostería para niños de Food Network, con un desafío de repostería con temática cinematográfica, decorados y animación personalizada. La empresa de análisis de redes sociales RelishMix informó que el marketing en línea generó 246,6 millones de interacciones en las plataformas de redes sociales, atrayendo tanto a los fanáticos de las novelas gráficas como a los recién llegados intrigados por el estilo de animación. 

## Estreno

### Teatral
Dog Man tuvo su estreno mundial durante la edición 2025 del Festival de l'Alpe d'Huez en Alpe d'Huez, Francia, el 15 de enero de 2025, y se estrenó en cines en los Estados Unidos el 31 de enero.  El 24 de enero de 2025, una semana antes del estreno, DreamWorks anunció que el cortometraje Little Lies and Alibis, un corto relacionado con la película de DWA The Bad Guys, se proyectaría antes que Dog Man en los cines; la película también sirve como característica promocional para la siguiente película de DWA, The Bad Guys 2, que se estrenará el 1 de agosto. 

### Medios domésticos
Dog Man estuvo disponible para compra y alquiler en servicios de transmisión digital desde el 18 de febrero de 2025.   La película se estrenará el 29 de abril en DVD, Blu-ray y Ultra HD Blu-ray .  Como parte del acuerdo a largo plazo de Universal con Netflix, la película se transmitirá en Peacock durante los primeros cuatro meses de la ventana de televisión paga antes de pasar a Netflix durante los siguientes diez y luego regresar a Peacock durante los cuatro restantes.  

## Recepción

### Taquillas
Hasta el 20 de mayo de 2025, Dog Man ha recaudado $97,9 millones en Estados Unidos y Canadá, y $47,5 millones en otros territorios para un total mundial de $145,5 millones.
En Estados Unidos y Canadá, Dog Man se estrenó junto con Companion y Valiant One y se proyectó que recaudaría entre 20 y 30 millones de dólares en 3.800 salas en su primer fin de semana, con algunas estimaciones que llegaban hasta los 40 millones de dólares. Recaudó 10,8 millones de dólares en su primer día, incluyendo un estimado de 1,36 millones de dólares recaudados en los preestrenos del jueves por la noche. Debutó con 36 millones de dólares, encabezando la taquilla. El estreno fue el segundo más grande para una película animada estrenada en enero después de Kung Fu Panda 3 de DreamWorks Animation (2016; $41,8 millones) y el tercer debut consecutivo en la cima de taquilla para DreamWorks después de Kung Fu Panda 4 y The Wild Robot (ambos de 2024). Las encuestas de salida indicaron que el 45% de los asistentes vieron la película porque parecía "divertida" y "entretenida" y un tercio compró entradas porque eran fanáticos de la propiedad intelectual. Los hombres representaron el 52% de la audiencia del fin de semana de apertura, con los menores de 35 años representando el 70% y las pantallas de gran formato premium contribuyendo con el 22%. Durante el fin de semana del Super Bowl, en el que las películas en Estados Unidos suelen tener un rendimiento por debajo del promedio, la película recaudó 13,8 millones de dólares. millones, cayendo un 61,6% más de lo esperado, aunque se mantuvo en la cima de la taquilla. Durante su tercer fin de semana de cuatro días, recaudó $13.4 millones y cayó al tercer lugar.

### Respuesta crítica
En el sitio web de reseñas Rotten Tomatoes, el 80% de las 81 críticas de los críticos son positivas, con una calificación promedio de 6.6/10. El consenso del sitio web dice: "Al realizar la creación canina de Dav Pilkey con una energía frenética que nunca se detiene, Dog Man deleitará a los niños mientras les tira un hueso a sus padres". Metacritic, que utiliza un promedio ponderado, le asignó a la película una puntuación de 66 sobre 100, basada en 21 críticos, lo que indica críticas "generalmente favorables". Las audiencias encuestadas por CinemaScore le dieron a la película una calificación promedio de "A" en una escala de A+ a F.
Katie Walsh hizo una reseña positiva de la película para The Seattle Times, destacando la actuación de Pete Davidson y describiendo la película como: "un cuento para dormir inventado por un padre que fue renderizado con una dulce estética infantil." En la reseña de Nate Adams de la página web The Only Critic se menciona que el estilo visual de la película no es tan encantador, comparándola con la última película de Dreamworks Robot Salvaje y se menciona que Pete Davidson interpreta sus líneas sin mucho entusiasmo. Nate le dio a la película una C+. Robbie Collin del periódico inglés The Telegraph le dio 4 estrellas de 5 a la película, menciona que mantiene los excesos locochones de los libros y también que: "Es como si  Snoopy hiciera de RoboCop."
Mary Kassel de Screen Rant hizo una reseña negativa del filme. Dice que la película no tiene una buena estructura narrativa e intenta dar demasiadas lecciones en una sola película, le dio 5 estrellas de 10. Natalia Trzenko del periódico argentino La Nación le dio al film 4 puntos de 5, diciendo: "Las aventuras de Dog Man está repleta de humor absurdo y de ideas visuales que atrapan la atención del espectador desde el comienzo."

## Premios y nominaciones
| Año  | Premio              | Categoría                 | Resultado | Referencias |
| ---- | ------------------- | ------------------------- | --------- | ----------- |
| 2025 | Kids' Choice Awards | Película animada favorita | Nominada  | [ 26 ]      |